# هندرسون (ایلینوی)
هندرسون (به انگلیسی: Henderson) یک منطقهٔ مسکونی در ایالات متحده آمریکا است که در ایلینوی واقع شده‌است. هندرسون ۰٫۶۹ کیلومتر مربع مساحت و ۲۵۵ نفر جمعیت دارد.